# 1by1
1by1はプラグイン対応の音楽プレイヤー。

## 概要
Martin Peschによって開発。最も軽量の音楽プレイヤーを目指し、WinampのプラグインやBASSのプラグインに対応。開発から19年が経過しているが、現在でも根強い評価のあるプレイヤーである。最新版は、2020年8月29日に公開された1.97。原則的にはMP3とMP2しか対応がなく、それ以外の音楽ファイルにはBASS library supportが必要である。
日本語パッチはかなり早くから対応がなされている。パッチをあてることで、設定が日本語化する。WINDOWS版とANDROID版の両方とも更新されている。

## 性能
- 国産のf4b24と並ぶ。老舗のドイツ製ディレクトリプレイヤー。
- 最後に聞いたトラックとポジションの記憶。
- ギャップレスプレイ・オーバーラッププレイ・エンハンサー完備。
- フォルダツリーから素早くファイルを選択。
- MP3はBass, ACM または mpglibから選択可能。
- BASS libraryでほぼすべてのファイルを聴取可能。
- ファイルの移動やコピーなどにも対応。
- キューシート・プレイリスト・ブックマーク完備。
- リネームツール、フォルダコンペア、タイトル大表示可能。
- WAVへのファイル変換のみ対応。